# Meurtre de la famille Watts
Le meurtre de la famille Watts a eu lieu le 13 août 2018 à Frederick, dans le Colorado, aux États-Unis.
Shanann Watts, 34 ans, enceinte, et ses deux filles, Celeste, 3 ans, et Bella, 4 ans, disparaissent dans des circonstances inconnues. La nouvelle de leur disparition se répand très vite dans les médias nationaux et la police, le Colorado Bureau of Investigation (CBI) ainsi que le FBI se saisissent de l’enquête.
Le 15 août, lors d'un interrogatoire avec la police, Christopher Lee Watts, le mari de Shanann et le père des filles, admet avoir tué sa femme enceinte par strangulation. Il admet plus tard avoir tué ses filles, Bella et Celeste, en les étouffant avec une couverture. Le 19 novembre 2018, il est condamné à cinq peines d'emprisonnement à perpétuité sans libération conditionnelle et à 84 années supplémentaires.

## Biographie
Christopher et Shanann sont originaires de Caroline du Nord, Christopher étant originaire de Spring Lake et Shanann d'Aberdeen. Ils se sont rencontrés en 2010 et se sont mariés dans le comté de Mecklenburg, le 3 novembre 2012. Ils ont eu deux filles : Bella Marie Watts (née le 17 décembre 2013) et Celeste Cathryn "CeCe" Watts (née le 17 juillet 2015). Au moment de sa mort, Shanann Watts est enceinte de 15 semaines d'un fils qui devait s'appeler Nico.

## Disparition
Après un voyage d'affaires en Arizona, Shanann rentre chez elle vers 1 h 48, le 13 août 2018, après avoir été ramenée à la maison par une amie et collègue Nickole Utoft Atkinson. Une caméra de surveillance à domicile enregistre le moment où elle pénètre dans la maison.
Christopher, lui, est à la maison avec ses filles. Ce matin-là, Shanann manque un rendez-vous prévu avec son gynécologue alors qu'elle devait entendre le rythme cardiaque de son fils à naître, Nico, pour la première fois. Nickole Atkinson, essaye de contacter son amie, mais elle ne répond ni aux messages, ni aux appels au téléphone.
Shanann manque un second rendez vous. Atkinson se rend au domicile des Watts vers 12 h 10. La sonnette et les coups sur la porte restent sans réponse, Atkinson avertit Christopher, qui est au travail, et appelle les services de la police de Frederick.
Une fois arrivé à son domicile, Christopher donne au policier la permission de fouiller la maison, où le chien de la famille est découvert sain et sauf, mais aucun signe de Shanann ou des filles. Les enquêteurs découvrent son sac à main contenant son téléphone et ses clés. Sa voiture, qui contient encore les sièges auto des filles, se trouve dans le garage.
Le FBI et le CBI se joignent à l'enquête le lendemain. Dans un premier temps, Christopher déclare à la police qu'il n'a aucune idée de l'endroit où Shanann et les filles pourraient se trouver et qu'il n'a pas vu sa femme depuis 5 h 15, la veille, quand il est parti travailler.
Il accorde une interview aux stations de Denver KMGH-TV et KUSA-TV à l'extérieur de la maison, et lance un appel à l'aide : « Si quelqu’un les retient qu’il me les ramène. Je veux les revoir. Rien n’est pareil sans elles ».

## Arrestation
Christopher est arrêté le 15 août 2018. Il échoue à un test de détecteur de mensonge et par la suite avoue le meurtre de Shanann. Il demande à parler à son père avant de se confesser.
Selon des déclarations sous serment, il déclare avoir eu une liaison extraconjugale et a affirmé qu'il avait demandé la séparation avec Shanann.
Au cours de l'enquête, il affirme que Shanann a étranglé ses propres filles en réaction à sa demande de séparation et qu'il l'avait ensuite étranglée dans un excès de rage et transporté les corps vers un site de stockage de pétrole isolé appartenant à son employeur, Anadarko Petroleum.
Néanmoins plus tard, après sa condamnation, il révélera les détails sordides de cette nuit tragique lors d'un interrogatoire complémentaire en février 2019 à l'institution correctionnelle de Dodge, située dans le Wisconsin, à savoir qu'il a étranglé sa femme après lui avoir avoué qu'il la trompait. Il se serait alors mis à l'étrangler sans pouvoir s'arrêter, la jeune femme lui ayant demandé peu avant de la lâcher et promis qu'il ne reverrait jamais ses enfants. Puis, après avoir tué froidement sa femme, il conduira ses deux filles alors encore en vie sur le site pétrolier, les fillettes passant le trajet à côté du cadavre de leur mère sur la banquette arrière du véhicule, à se blottir l'une contre l'autre, terrorisées. Arrivé sur place, il finira par étouffer l'une d'elles sous les yeux de sa sœur avant d'étouffer à son tour la seconde fillette avec la même couverture. Il placera leurs deux corps dans deux réservoirs de pétrole côte à côte, l'odeur du liquide étant supposée masquer celle de putréfaction. Il enterrera le cadavre de sa femme enceinte de son fils plus loin, sur le site.
C'est ainsi que le 16 août 2018, les autorités retrouvent le corps de Shannan Watts, 34 ans, enceinte, sur le terrain de la compagnie pétrolière Anadarko. Christopher est licencié par l'entreprise le 15 août, le jour de son arrestation. Les corps des filles sont retrouvés cachés dans des réservoirs de pétrole, tandis que Shanann est enterrée dans une tombe peu profonde à proximité.
Le 21 août, Christopher est inculpé de cinq chefs de meurtre au premier degré. Il s'est vu refuser la remise en liberté sous caution lors de sa première comparution devant le tribunal. Lors d'une audience ultérieure, sa caution a été fixée à 5 millions de dollars, avec l'obligation de verser 15 % pour être libéré.

## Condamnation
Christopher plaide coupable des meurtres le 6 novembre 2018. La peine de mort n'est pas prononcée par le procureur du district à la demande de la famille de Shanann, qui ne souhaite pas de mort supplémentaire.
Le 19 novembre 2018, il est condamné à cinq peines d'emprisonnement à perpétuité - trois consécutives et deux simultanées - sans possibilité de libération conditionnelle. Il écope de 48 ans supplémentaires pour l'interruption illégale de la grossesse de Shanann et de 36 ans pour trois accusations de transport et dissimulation d’un corps décédé. Après cela, il voit sa caution de 5 millions de dollars révoquée et est immédiatement placé en détention provisoire.
Le 3 décembre 2018, Christopher est transféré dans un endroit hors de l'État du Colorado en raison de « problèmes de sécurité ». Le 5 décembre 2018, il arrive à l'institution correctionnelle de Dodge, une prison à sécurité maximale située à Waupun, dans le Wisconsin, pour continuer à purger ses peines à perpétuité.

## Documentaire
Le 30 septembre 2020, Netflix sort L'Affaire Watts : Chronique d'une tuerie familiale (American Murder: The Family Next Door), un documentaire sur les meurtres. Le documentaire présente des images d'archives, notamment des films personnels, des publications sur les réseaux sociaux, des messages texte et des enregistrements des forces de l'ordre.